# Fodina antsianaka
Fodina antsianaka là một loài bướm đêm trong họ Noctuidae.